# フォリドタ・キネンシス
フォリドタ・キネンシス　Pholidota chinensisはフォリドタ属のラン科植物の1つ。垂れ下がる花穂に小さな白い花を10個ほどつける。

## 特徴
常緑の多年生草本。植物体は背丈10-30cmだが小さい方は6.5cm、大きい方は40cmのものまで知られている。新芽の鱗片は4-6枚あり、短い方では0.8-1.5cm、最も長いものは2-4.5cmで、時に7cmに達するものもある。先端は鈍く尖るか尖り、膜質から草質、時にやや革質で、乾燥すると巻き込む。また早い時期に分解する。葉脈は普通は不明瞭。
偽鱗茎は1-2.5cmほど互いに離れてつき、長さは2.5-8cmで、小さいものは1cmから、大きいものでは11cmまで見られる。形としては下半分あたりが最も膨らみ、上に向けて細まり、乾燥すると縦方向に皺を生じる。曖昧だが鈍い稜が4つある。葉は偽鱗茎の先端に2枚つく。葉柄は長さ1-5.5cmで幅1.5-4mm。葉身は卵状楕円形から線状披針形、正より幅広く卵形である例もある。大きさは長さが普通は8-20cm、ただし小さい方は4cmから、大きい方は26cmに達する例もあり、幅は1.5-5cmで、6.5cmに達する例もある。先端は尖るか強く尖り、草質で、葉脈が3-5本走り、これはやや明瞭に見えるが、30-45本ある細脈はほとんど見て取れない。
花期は春で、原生地では4-5月に開花が見られる。総状花序は新芽が出現するか、あるいは半ばまで伸びた所で、葉の展開する前に出るか、あるいは葉の展開と同時に出てくる。花の数は10-20が普通で少ない場合は6個、多い場合には33個もつけた例がある。花茎は丈夫で鱗片から伸び出して長さ0.5-2.5cm、ただし果実ができる頃にはさらに伸びて7.5-10cmになり、長い場合には16cmにまでなる。花軸は多少とも細くて柔らかく垂れ下がり、ややジグザグ状になっており、長さ5.5-15cm、時に30cmに達する。節間の長さは4-8mmで、つまりこの間隔で花がついている。花を含まない苞はないのが普通で、まれに1つあり、その場合は花を包む苞と同じ形である。花を包む苞は開花の期間中は残っており、光沢があり、横長の楕円形から卵状楕円形で長さ10-15mm、幅7-12mm。膜質から草質で、先端はやや尖り、普通は内側に巻き、そうでない場合はボート状になっている。脈は9-15本ある。内側には通常多数の毛が散在する。
花は比較的平らに開き、唇弁は下を向き、倒立はしない。小花梗は長さ長さ1-5mm、太さ0.3-1.5mmで稜があって角張っている。子房は長さ1.5-3.5mmで、その断面の形は明瞭な稜のために星形になる。中萼片は卵形からやや披針形で長さ7.5-10mm、幅4.5-7mm、先端はやや尖り、5-7本の脈があり、中肋は明瞭。側萼片は卵形から卵状楕円形で長さ7-10mm、幅4-6mm、先端は尖るか強く尖り、時には先端が小さく突き出している。脈は4-6本あり、中肋が多少とも膨らんで丸いか平らな竜骨をなしている。側花弁は卵状披針形から線状披針形で長さ6.5-9mm、幅1-2.5mm、先端はやや尖り、脈は1-3本、中肋は時に膨らむ。唇弁は平らにすると長さ5.5-8mmほどになる。基部側の部分は長さ4-5.2mm、幅3-4mm、高さ2-5mmで側裂片は直立し、正面部分は幅広く膨らんだ形をしていて先で急激に落ち込む。脈は7-9本あり、中央の3本は裏面で低く丸い稜の形に膨らんでいる。内側の奥の方にはまばらに細かく単純な形の毛が生える。先端の方の部分は反り返り、光沢があり、縁は滑らかで心臓型かほぼ円形から横長の楕円形になっており、長さ2mm、幅3-4.5mmで、特別な装飾の構造はないが、時として脈の部分が盛り上がっており、また時に乳頭状突起がある。蕊柱はその概形としてはへら型で、長さ4-5mm。先端部は3つの裂片があるか、あるいは不規則に波打っており、多少とも丸まっている。先端の部分は幅広くなっており、蕊柱本体に対して流れる形でついている。その部分に入り込んだ形になっている葯は幅広い心臓型で長さ1-2mm、幅1.5-2mmで先端が尖っている。花粉塊の大きさは0.9-1.5mm×0.5-0.8mm。柱頭はやや心臓型から楕円形の輪郭をしており、1-2.5mm×1.2-2.5mm。果実は楕円形で本体は長さ17-25mm、幅10-13mm、縦方向に強い稜がある。種子は長さ0.4-0.5mmで細長い。
学名の種小名は『中国産の』を意味する。和名としてはタマランがあるが、近年は使われていない。

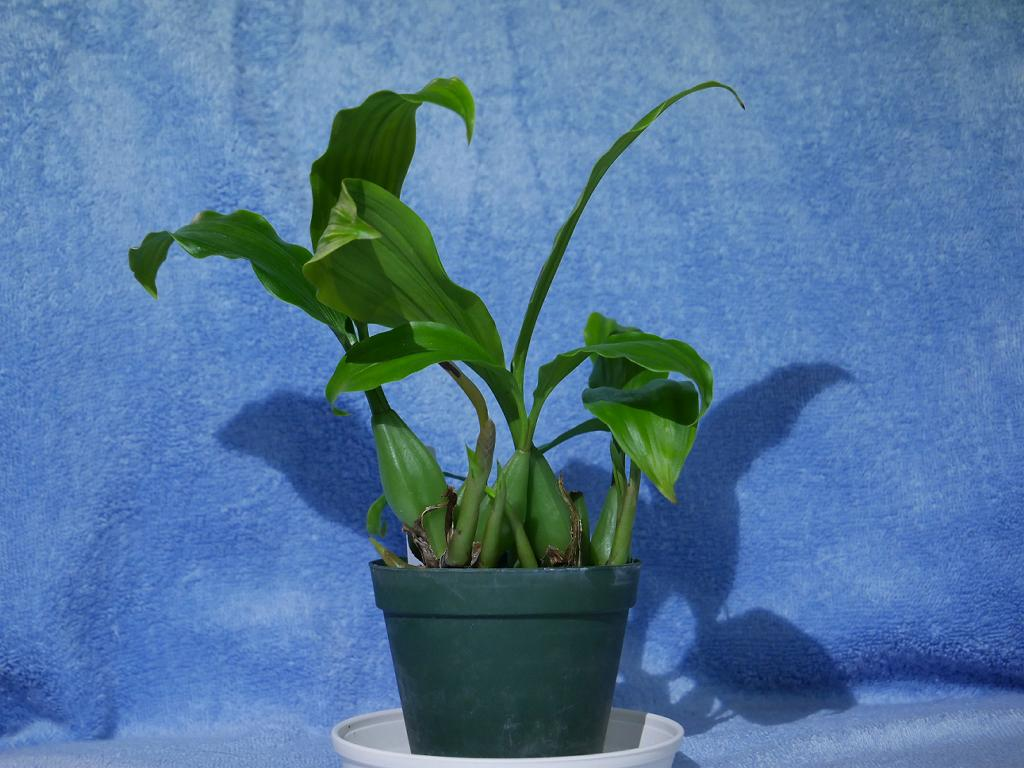
草姿
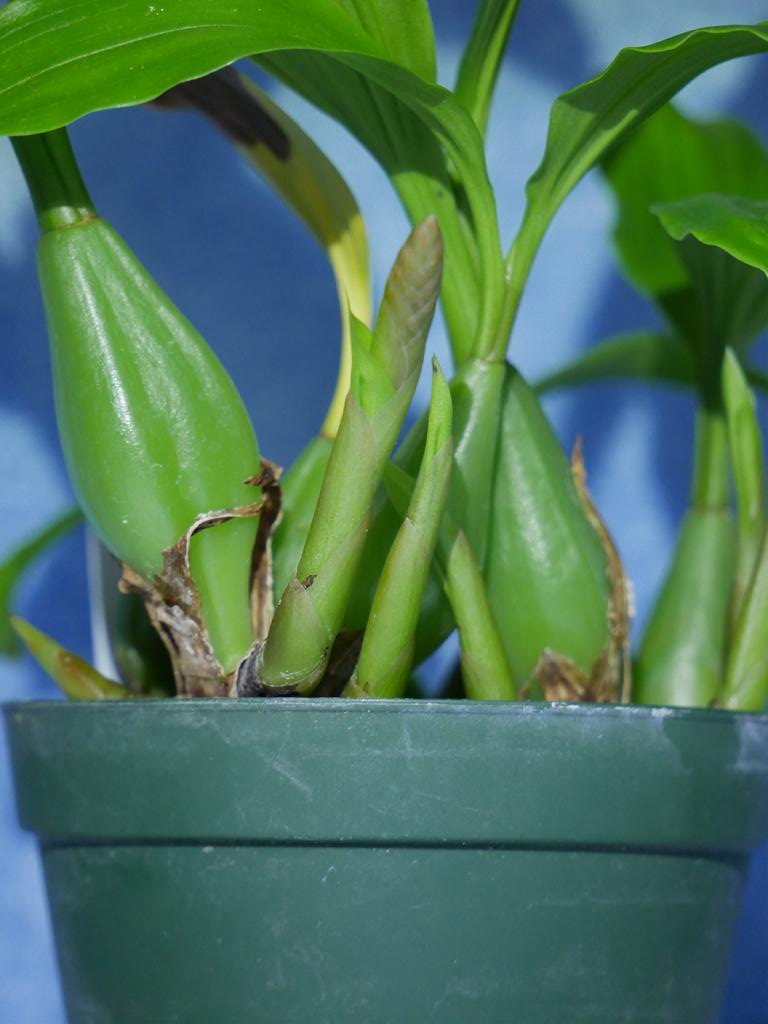
偽鱗茎や新芽の様子
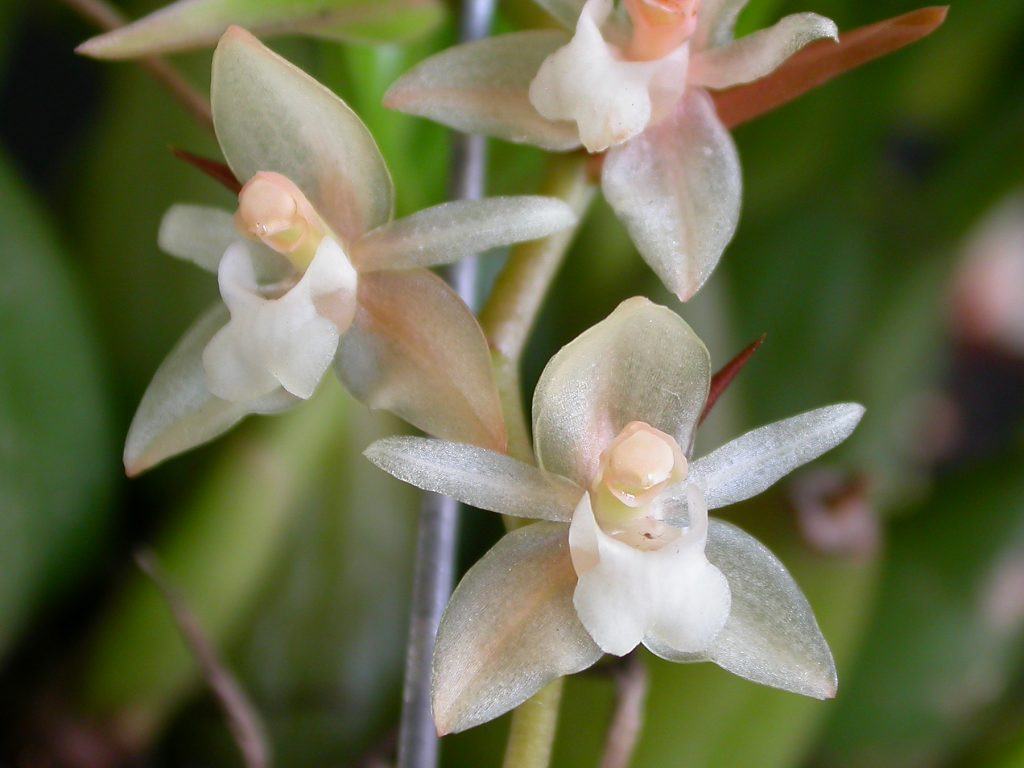
花の拡大

## 分布と生育環境
中国南部に分布する。海南島やベトナムでも発見されている。
岩の上か樹上に着生する。森林下にあることも開けた場所に出現することもあるが、おおむね湿った環境を好む。標高は100m程度で見られた例もあるが、普通は500-1700mの地域で見られる。

## 分類など
本属の中の分類には諸説あるが、Vogel(1988)は本種を Sect. Chinenses に入れている。この節は匍匐茎が基物上を這い、先端が垂れ下がらないこと、偽鱗茎の先端にある葉が2枚であること、花の基部にある苞が開花中も残っていることなどの特徴を持つ。同節には他に3種を含めているが、本種はその中で側花弁が中萼片より著しく幅が狭く、唇弁基部側の裏面の稜が3本である点を特徴として区別されている。
本種のシノニムにはセロジネ属のものとして記載された名もあるが、これはむしろセロジネの属の範囲に混乱があったためのようである。地域による変異もあり、たとえばベトナムや海南島のものはより頑健で花序が長く、花数が多い傾向があり、これを P. pyrranthela として別種にする扱いもあった。しかしVogel(1988)はすべて本種の種内変異の範囲として変種等の扱いを認めていない。

## 利用
洋ランとして鑑賞のために栽培される。日本には古くに渡来したものだが、最近はほとんど見ないと石井、井上編集代表(1969)にはあるので、それ以前はもっと普及していたものと思われる。もっともラン展などでは普通に見ることができ、それほど希少なものではない。
中国では本種を『石仙桃』と呼び、伝統的な医療に用いられる。急性、あるいは慢性の気管支炎、歯痛、十二指腸潰瘍の治療によく用いられてきた。その成分に関する研究が数多くなされており、薬効成分も発見されている。